# Джетим
Джетим (на киргизки: Жетим кырка тоосу; на руски: Джетим) е планински хребет в централната част на Вътрешен Тяншан, разположен на територията на Киргизстан (Наринска и Исъккулска област). Простира се на протежение около 120 km, от запад на изток покрай десния бряг на река Нарин) на юг и десният ѝ приток Малък Нарин на запад и север. Максимална височина 4896 m, (41°35′58″ с. ш. 77°23′47″ и. д. / 41.599444° с. ш. 77.396389° и. д.), разположена в източната му висока част, където има няколко десетки ледника. Склоновете му са покрити с ливадно-степна растителност.

## Топографска карта
- К-43-Г М 1:500000[2]